# Silene batangensis
Silene batangensis là loài thực vật có hoa thuộc họ Cẩm chướng. Loài này được H. Limpr. miêu tả khoa học đầu tiên năm 1922.